# علاء الدين منصور شاه
السلطان علاء الدين منصور شاه (توفي عام 1585 أو 1586) هو السلطان الثامن لآتشيه في شمال سومطرة. حكم آتشيه من عام 1579 إلى 1585 أو 1586، وكان يُعرف بأنه حاكم مسلم تقي وله اهتمامات ثقافية. شهد عهده أيضًا بعض التوسع العسكري في شبه جزيرة ملايو. وبوفاته انتهت فترة طويلة من الحرب استمرت 65 عامًا بين آتشيه والبرتغاليين.

## خلفية تاريخية
هاجم سلطان آتشيه علي رعاية شاه الأول مملكة فيرق المنتجة للقصدير وهزمها في عام 1573. أحُضرت أرملة وأطفال السلطان المقتول منصور شاه الأول سلطان فيرق إلى آتشيه. بعد وفاة علي رعاية شاه عام 1579، تنافس ثلاثة سلاطين على العرش خلال أربعة أشهر، وعندما قُتل زين العابدين الأخير، لم يتبق أحد من أحفاد علي الدين محياة شاه. لذا اعتلى الأمير منصور العرش بصفته سليل سلاطين ملقا. وأصبح اسمه السلطان علاء الدين منصور شاه في أكتوبر 1579.

## فترة حكمه
أشادت السجلات بالسلطان علاء الدين منصور لسلوكه التقي. حيث أمر الزعماء بإطلاق لحاهم وارتداء الجبة والعمامة - وبعبارة أخرى، ارتداء الملابس العربية. خلال فترة حكمه زار العديد من العلماء آتشيه. تذكر المصادر الشيخ عبد الخير من مكة الذي قام بتدريس العقيدة والتصوف، والشيخ محمد يماني الذي قام بتدريس الفقه، والشيخ محمد جيلاني من ولاية كجرات، عم الشيخ نور الدين الرانيري الذي قام بتدريس المنطق والبلاغة. وفي عام 1582، أرسل السلطان أسطولًا ضد جوهر في شبه جزيرة ملايو. وفي طريقها إلى هناك هاجمت ملقا البرتغالية دون نجاح. على الرغم من كونها قوة إسلامية، إلا أن جوهر كان يُنظر إليها على أنها منافس خطير في المنطقة. كانت هذه المغامرة بمثابة مرحلة من القتال الثلاثي بين آتشيه وجوهر والبرتغاليين.

## اغتياله
وضع السلطان خطط جديدة لمهاجمة البرتغاليين، لكنها لم تؤت ثمارها. وفي عام 1585 أو 1586 قُتل في ظروف غير واضحة. وفقًا للمؤرخ البرتغالي ديوغو دو كوتو، قتله الجنرال والعبد السابق مورا راتيسا. وبحسب رواية فرنسية فإن القاتل كان صياداً ارتقى في مراتب المملكة بشجاعته العسكرية. وأصبح هذا الشخص فيما بعد سلطان آتشيه تحت اسم علاء الدين رعاية شاه السيد المكمال. ترك الحاكم المقتول حفيدًا صغيرًا، راجا عاصم، من ابنته وسلطان جوهر عبد الجليل شاه الثاني. ومع ذلك، فإن خليفة السلطان علاء الدين منصور شاه كان سلطانًا آخر من خارج آتشيه، وهو السلطان بويونج.